# Cronologia shogunilor
Acest articol prezintă o cronologie a shogunilor care au cârmuit Japonia timp de șapte secole.
Până în 1867, shōgun a fost un înalt titlu militar japonez pentru liderii nobilimii războinice a samurailor, care preluaseră efectiv puterea în Japonia pentru o lungă perioadă de timp.

## Primul shogun
- Sakanouye Tamuramaro - în anul 803 acestuia i s-a acordat primul titlul de shogun.

## Familia Minamoto
- Yoritomo - august 1192-1199
- Yoriie (fiul lui Yoritomo) - 1202-1203
- Sanetomo (fratele lui Yoriie) - 1203-1219

## Familia Fujiwara
- Yoritsune  - ianuarie 1226-iunie 1244 (avea doar 8 ani în momentul instalării sale ca shogun)
- Yoritsugu (fiul lui Yoritsune) - iunie 1244-aprilie 1252

## Prinți imperiali (shinnō) cu funcția de shogun
- Munetaka - aprilie 1252-iulie 1266
- Koreyashu (fiul lui Munetaka) - august 1266-1289
- Hisaakira - 1289-1308
- Morikuni - 1308-1333
- Morinaga - 1334
- Narinagaay - 1334-1338

## Familia Ashikaga
- Takauji - 1338-1358
- Yoshiakira - 1358-1367
- Yoshimitsu  - 1368-1408 (avea nouă ani în momentul instalării sale ca shogun)
- Yoshimochi (fiul lui Yoshimitsu) - 1408-1423
- Yoshikazu (fiul lui Yoshimochi) - 1423-1425
- Yoshinori - 1428-1441
- Yoshikatsu - 1441-1443
- Yoshimasa - 1443-1473
- Yoshihsa (fiul lui Yoshimasa) - 1473-1490
- Yoshitane (prima oară) - 1490-1493
- Yoshizumi  - 1493-1508 (avea 14 ani în momentul instalării sale ca shogun)
- Yoshitane (a doua oară) - 1508-1521
- Yoshiharu  - 1521-1546 (avea 10 ani în momentul instalării sale ca shogun)
- Yoshiteru (fiul lui Yoshiharu) - 1546-1565
- Yoshihide - 1565-1568
- Yoshiaki - 1568-1573

## Familia Tokugawa
- Ieyasu - 1603-1605
- Hidetada - 1605-1623
- Iemitsu - 1623-1651
- Ietsuma - 1651-1680
- Tsunayoshi - 1680-1709
- Ienobu - 1709-1713
- Ietsugu - 1713-1716
- Yoshimune - 1716-1745
- Ieshige - 1745-1760
- Ieharu - 1760-1786
- Ienari - 1787-1837
- Ieyoshi - 1837-1853
- Iesada - 1853-1858
- Iemochi - 1858-1866
- Yoshinobu - ianuarie 1867-noiembrie 1867